# Philander opossum
El filandro gris, zarigüeya gris de cuatro ojos, micuré, tacuacín o tlacuache de cuatro ojos (nahuatlismos de tacuatzin) o guaiki (Philander opossum) es una especie de marsupial didelfimorfo de la familia Didelphidae propio de Centro y Sudamérica. También se conoce como comadreja de cuatro ojos y filandro de cara negruzca

## Distribución
México, Belice, Guatemala, Honduras, El Salvador, Nicaragua, Costa Rica, Panamá, Colombia, Ecuador, Venezuela, Guyana, Surinam, Guayana Francesa, Brasil, Perú, Bolivia, Paraguay, norte de Argentina.

## Características
Cuerpo pardo grisáceo oscuro, y partes ventrales amarillentas; cabeza negruzca con manchas blancas debajo de los ojos; orejas grandes, cola bicolor negra y blanca.

## Historia natural
Es nocturno; arborícola y terrestre; se alimenta principalmente invertebrados y pequeños vertebrados y además de frutos.